# Manfred Hasenöhrl
Manfred Hasenöhrl (* 1951)  ist ein österreichischer Wirtschaftsjurist, Betriebswirt, Unternehmensberater und Versicherungs-Manager.

## Leben und Wirken
Nach dem Jura- und Betriebswirtschaftsstudium war er im Vertrieb eines österreichischen Stahl-, Maschinen- und Anlagenbaukonzerns tätig. Ab 1989 arbeitete er als ergebnisverantwortlicher Landes- und Regionaldirektor und als Mitglied der Geschäftsleitung bei internationalen Versicherungskonzernen u. a. bei Zürich-Kosmos. Von 2005 bis 2007 war er Landesdirektor der UNIQA für Niederösterreich, bis er dort eine Managementfunktion auf internationaler Ebene übernahm.
Hasenöhrl ist Inhaber einer Unternehmens- und Wirtschaftsberatungsgesellschaft mit Büros in Wien und Linz und hält Aufsichtsrats- und Beiratsmandate in mehreren Gesellschaften.
Als Lektor beim Universitätslehrgang für Versicherungswirtschaft an der Johannes Kepler Universität Linz unterrichtete er zum Thema Internationalisierung des Versicherungswesens.
Er war von 1992 bis 2005 Präsident des Oberösterreichischen Kunstvereins.

## Auszeichnungen
- Kulturmedaille des Landes Oberösterreich (2005)
- Ritter des habsburgischen St. Georgs-Orden[4]